# Calanthe madagascariensis
Calanthe madagascariensis är en orkidéart som beskrevs av Robert Allen Rolfe och Joseph Dalton Hooker. Calanthe madagascariensis ingår i släktet Calanthe och familjen orkidéer.
Artens utbredningsområde är Madagaskar. Inga underarter finns listade i Catalogue of Life.